# Dictamnus
- Commons
- Wikispecies

Dictamnus L. é um género botânico pertencente à família Rutaceae.

## Espécies
- Dictamnus albus
- Dictamnus altaica
- Dictamnus angustifolius
- Dictamnus calodendrum
- Dictamnus capensis
- Dictamnus hispanicus
- Lista completa

## Classificação do gênero
| Sistema | Classificação                     | Referência               |
| ------- | --------------------------------- | ------------------------ |
| Linné   | Classe Decandria, ordem Monogynia | Species plantarum (1753) |